# Climat de l'Aube

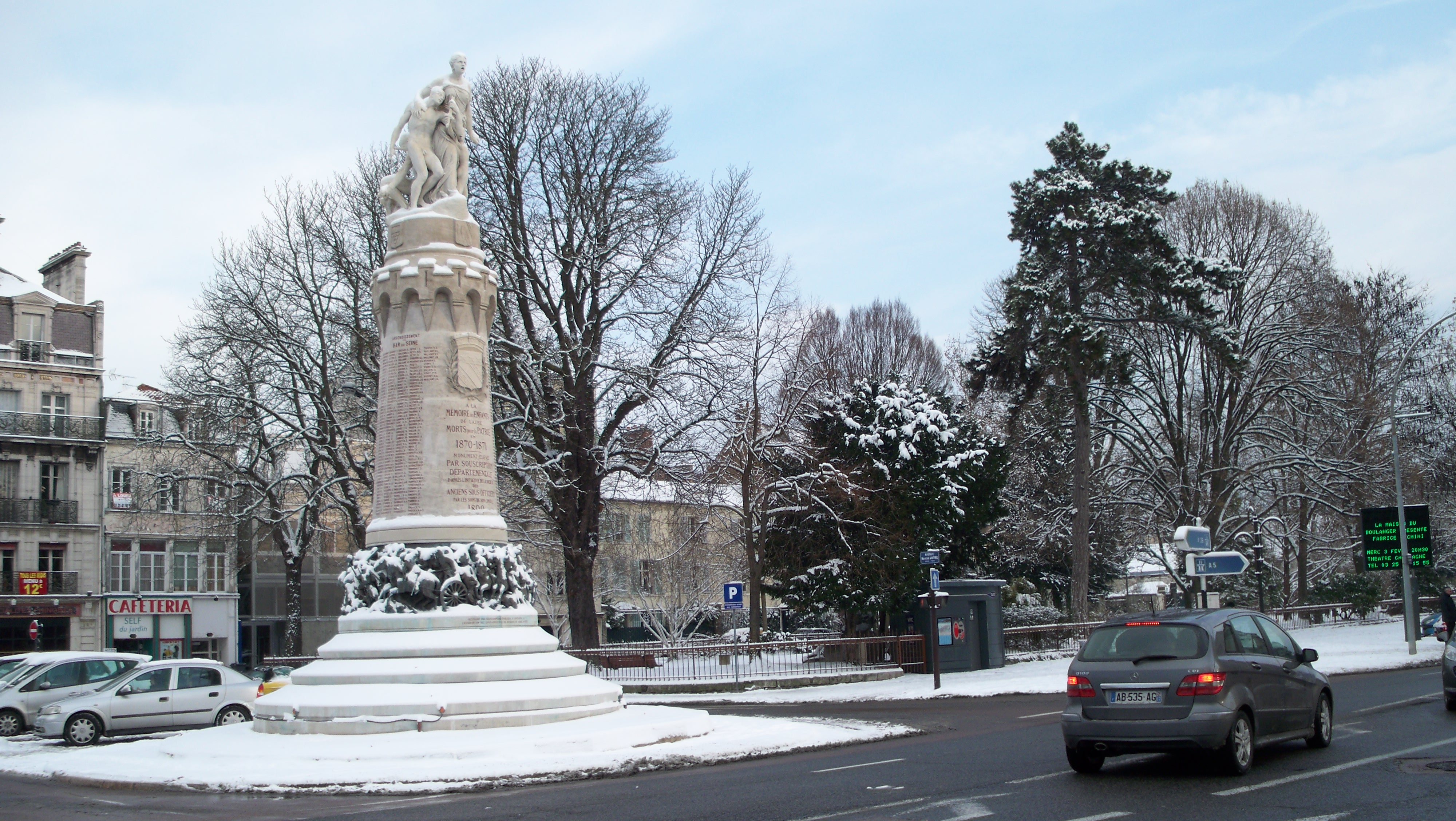
Troyes (Avenue du Maréchal Joffre) sous la neige

Le département de l'Aube est caractérisé par des conditions climatiques sans froids intenses ni chaleurs excessives, ce qui représente donc un climat d'ordre « tempéré océanique humide » (Cfb) d'après la Classification de Köppen.

## Généralités
Entre 1950 et 1985, la température moyenne annuelle relevée dans le département est de 10,1 °C (5,6 °C le matin et 15,4 °C l'après-midi), ce qui reste équivalent au bassin parisien et aux villes du nord-est de la France (durant cette même période, la température moyenne est de 11,5 °C à Paris et de 9,5 °C à Nancy).
Le nombre d'heures d'ensoleillement par an en moyenne est de 1 771, ce qui correspond à 209 jours (148 avec faible ensoleillement et 61 avec fort ensoleillement).
Les précipitations annuelles restent assez importantes (653,4 mm en moyenne soit 115 jours de précipitations et entre 700 à 800 litres annuelles de pluie par m2 dans tout le département). En général, il pleut davantage en automne qu’en hiver, mais la quantité de pluie est la plus élevée durant les mois de printemps. Au contraire, l'été est la saison où les précipitations sont les moins nombreuses, même si ceux-ci peuvent cependant être accompagnés d'orages violents et de grêle. Mais l'est est plus sensible aux pluies que le reste du département. En effet, il peut pleuvoir jusqu’à 800 mm dans la Côte des bar et jusqu'à 950 mm dans la Champagne humide, alors que la moyenne de l’Agglomération troyenne est située entre 600 et 650 mm).
Les intempéries neigeuses ne sont que relativement faibles, mais plusieurs chutes exceptionnelles de neige ont été remarquées de décembre 2009 à février 2010. Quant aux vents, ils proviennent essentiellement de la façade ouest.
| Ville             | Ensoleillement · (h/an) | Pluie · (mm/an) | Neige · (j/an) | Orage · (j/an) | Brouillard · (j/an) |
| ----------------- | ----------------------- | --------------- | -------------- | -------------- | ------------------- |
| Médiane nationale | 1 852                   | 835             | 16             | 25             | 50                  |
| Troyes            | 1 771                   | 620             | 14             | 22             | 53                  |
| Paris             | 1 717                   | 634             | 13             | 20             | 26                  |
| Nice              | 2 760                   | 791             | 1              | 28             | 2                   |
| Strasbourg        | 1 747                   | 636             | 26             | 28             | 69                  |
| Brest             | 1 555                   | 1 230           | 6              | 12             | 78                  |
| Bordeaux          | 2 070                   | 987             | 3              | 32             | 78                  |

## Relevés
Les tableaux ci-dessous, dont les relevés proviennent de la station Météo-France de Barberey-Saint-Sulpice, ont comme ville de référence Troyes.
| Mois                                        | jan.       | fév.      | mars       | avril     | mai       | juin      | jui.      | août      | sep.      | oct.      | nov.       | déc.      | année      |
| ------------------------------------------- | ---------- | --------- | ---------- | --------- | --------- | --------- | --------- | --------- | --------- | --------- | ---------- | --------- | ---------- |
| Température minimale moyenne (°C)           | 0,2        | 0         | 2,1        | 3,9       | 7,8       | 10,7      | 13        | 12,5      | 9,6       | 7         | 3,1        | 1,2       | 5,9        |
| Température moyenne (°C)                    | 3,1        | 3,5       | 6,6        | 9,1       | 13,1      | 15,9      | 18,7      | 18,1      | 14,9      | 11,3      | 6,4        | 3,6       | 10,4       |
| Température maximale moyenne (°C)           | 6          | 7,5       | 11,8       | 15,1      | 19,2      | 22,4      | 25,4      | 25        | 21,1      | 16,2      | 9,9        | 6,6       | 15,5       |
| Record de froid (°C) date du record         | −25,2 1971 | −25 1956  | −15,4 2005 | −6,2 2003 | −3,5 1957 | 0,4 1991  | 1,6 1962  | 1,1 1966  | −1,9 1972 | −7 1985   | −11,1 1998 | −21 1970  | −25,2 1971 |
| Record de chaleur (°C) date du record       | 16,2 2002  | 22 1979   | 26,1 2021  | 29,2 2018 | 31 2005   | 37,9 2011 | 41,8 2019 | 40,6 2003 | 35 2020   | 30,3 1985 | 23 2020    | 19 1985   | 41,8 2019  |
| Ensoleillement (h)                          | 68,6       | 88,3      | 143,8      | 184,8     | 215       | 229,4     | 235,5     | 228,2     | 179,2     | 123,6     | 66,6       | 53,6      | 1 816,4    |
| Précipitations (mm)                         | 37,7       | 34,9      | 36,1       | 39,3      | 46,4      | 40,8      | 46,8      | 45,7      | 43,2      | 55,6      | 44,7       | 49        | 520,2      |
| Record de pluie en 24 h (mm) date du record | 32,2 2004  | 25,4 2008 | 16,8 2011  | 23,6 2012 | 35 2000   | 29,6 2004 | 35 2005   | 45 2010   | 39,8 2005 | 68 1992   | 27 1992    | 24,2 2010 |            |
| Relevé pluviométrique en 2012 (mm)          | 39,9       | 12,8      | 29,9       | 88,2      | 67,1      | 80,3      | 56,3      | 4,4       | 43,3      | 83,9      | 40,1       | 88,8      | 635        |
| Relevé pluviométrique en 2013 (mm)          | 48,3       | 59,9      | 54,1       | 77,1      | 137,3     | 35        | 48,8      | 44,8      | 95,5      | 147,2     | 104        | 33,7      | 917        |
| Relevé pluviométrique en 2014 (mm)          | 61,1       | 59        | 12,4       | 16,7      | 54,3      | 34,2      | 112,1     | 119,4     | 21,9      | 108       | 40,9       | 41,6      | 681,6      |